# مرسی کبیر
مرسی کبیر (به عربی: المرسی الکبیر) یک شهرداری در الجزایر است که در ناحیه عین ترک واقع شده‌است. مرسی کبیر ۱۰٫۹۸ کیلومتر مربع مساحت و ۱۶٬۹۵۰ نفر جمعیت دارد و ارتفاع آن با سطح دریا مساوی است.